# Silberschorf
Der Silberschorf (Helminthosporium solani) ist eine Pilzkrankheit der Kartoffel. Die Krankheit verbreitet sich  hauptsächlich durch infizierte Knollen, der Pilz kann aber mehrere Monate im Boden überleben. Die Infektion findet primär im Feld statt, ist aber auch im Lager möglich.

## Symptome und Biologie
Auf Sorten mit roter Haut bilden sich helle, silbrige, gut erkennbare Flecken, auf denen sich später die Sporen bilden. Bei der Ernte sind die Symptome kaum sichtbar und entwickeln sich erst während der Lagerung, wenn Temperatur (ab 5 °C; optimal 20–25 °C) und  Luftfeuchte günstig sind. Die durch die Krankheit hervorgerufene Ablösung der Haut begünstigt die Dehydratation und das Welken der Knollen.

## Bekämpfung
- Gute Lagerbedingungen
- Gesundes Pflanzengut benutzen
- Pflanzgut beizen